# زالااردود
زالااِردود (به مجاری:  Zalaerdőd) یک شهرداری در مجارستان است که در ناحیه شومگ واقع شده‌است. زالااِردود ۱۷٫۶۹ کیلومتر مربع مساحت و ۳۱۴ نفر جمعیت دارد.